# Clemente (torero)
Clement Dubecq artísticamente conocido como Clemente (27 de febrero de 1995, Burdeos) es un torero francés en activo.

## Biografía
Nació el 27 de febrero de 1995 en Burdeos.
Clemente ha sido el 60° matador de toros francés.
Estuvo apoderado por Carlos Zúñiga desde 2013 hasta 2018, a partir de ahí le apoderó Rafael Perea 'El Boni'.

## Carrera profesional

### Novillero
Debutó con picadores el 2 de junio de 2013 en Captieux acartelado junto a Román y Posada de Maravillas con novillos de Vicente Ruiz, salió por la puerta tras cortar tres orejas.
Se presentó en Madrid el 1 de mayo de 2015 acartelado junto a Juan Miguel y Alejandro Marcos.

#### Estadísticas
| Año  | Festejos | Reses lidiadas | Orejas | Rabos | Indultos |
| ---- | -------- | -------------- | ------ | ----- | -------- |
| 2013 | 5        | 10             | 4      | 0     | 0        |
| 2014 | 21       | 56             | 28     | 0     | 0        |
| 2015 | 12       | 23             | 5      | 0     | 0        |
| 2016 | 3        | 7              | 8      | 0     | 0        |

### Matador de toros
El 29 de junio de 2016 tomó la alternativa en la Plaza de toros de Zamora teniendo de padrino a Cayetano y de testigo a López Simón con toros de Sánchez Arjona, salió por la puerta grande tras cortar dos orejas.

#### Estadísticas
| Año  | Festejos | Reses lidiadas | Orejas | Rabos | Indultos |
| ---- | -------- | -------------- | ------ | ----- | -------- |
| 2016 | 2        | 3              | 2      | 0     | 0        |
| 2017 | 1        | 2              | 0      | 0     | 0        |
| 2019 | 1        | 2              | 1      | 0     | 0        |